# Richard James (Leichtathlet)
Richard James (* 1. Dezember 1979 in Boston Beach) ist ein ehemaliger jamaikanischer Sprinter, der sich auf den 400-Meter-Lauf spezialisiert hat. Mit der jamaikanischen 4-mal-400-Meter-Staffel wurde er 2004 in Budapest Hallenweltmeister.

## Sportliche Laufbahn
Erste internationale Erfahrungen sammelte Richard James, der ein Studium an der Long Island University in den Vereinigten Staaten absolvierte, bei den U25-NACAC-Meisterschaften 2002 in San Antonio, bei denen er in 47,00 s den fünften Platz im über 400 Meter belegte. Im Jahr darauf gelangte er bei den Zentralamerika- und Karibikmeisterschaften in St. George’s mit 46,22 s auf den fünften Platz im Einzelbewerb und gewann mit der jamaikanischen 4-mal-400-Meter-Staffel in 3:04,08 min die Silbermedaille hinter dem bahamaischen Team. 2004 verhalf der Staffel bei den Hallenweltmeisterschaften in Budapest zum Finaleinzug und trug somit zum Gewinn der Goldmedaille bei. 2007 beendete er dann seine aktive sportliche Karriere im Alter von 27 Jahren.

## Persönliche Bestzeiten
- 400 Meter: 45,66 s, 13. Juni 2003 in Sacramento
  - 400 Meter (Halle): 46,77 s, 9. März 2003 in Boston